# Нарвска епархија
Нарвска епархија (ест. Narva ja Peipsiveere piiskopkond, рус. Нарвская епархия) епархија је Естонске православне цркве под јурисдикцијом Руске православне цркве.
Надлежни архијереј је епископ Лазар (Гуркин), а сједиште епархије се налази у Нарви.

## Историја
Нарвска викарна катедра била је установљена одлуком Светог правитељствујушчег синода од 24. априла 1887. године као викаријатство Санктпетербуршке митрополије. Ово викаријатство је постојало све до 1926. године. Након преласка Естонске православне цркве под јурисдикцију Цариградске патријаршије (1923), у њеном саставу су биле основане три епархије: Талинска, Нарвска и Печерска.
Године 1941. Естонска православна црква се вратила под јурисдикцију Руске православне цркве. Иако је она за вријеме Другог свјетског рата била поновно потчињена Цариградској патријаршији, епископ нарвски Павле (Дмитровски) је сачувао јединство са Руском православном црквом. Након 1945. године епархија је остала удова.
Дана 27. маја 2009, одлуком Светог синода Руске православне цркве, установљена је дужност викарног епископа при митрополиту талинском и све Естоније. На ту дужност био је назначен архимандрит Лазар (Гуркин).
Нарвска епархија је основана одлуком Светог синода од 30. маја 2011. године. Синод је одредио да ће надлежни архијереј имати титулу „епископ нарвски и причудски“. За епископа постављен је дотадашњи викарни епископ Талинске епархије г. Лазар (Гуркин).
У састав епархије улази град Нарва, сеоске општине Вајвара, Илука, Алаји, Ијзаку, Тудулина, Лохусуу (срез Ида-Вирумаа), сеоске општине Торма, Касепјаја, Пала (срез Јигевамаа), сеоска општина Алатскиви (срез Тартумаа).
Данас, Нарвска епархија има 9 парохија са 12 свештеника и 3 ђакона. Има два припадника монашког реда, по један јеромонах и јерођакон.